# کنگره جهانی ریاضیدانان
کنگرهٔ جهانی ریاضیدانان (به انگلیسی: International Congress of Mathematicians)، بزرگترین کنگرهٔ ریاضیات است که هر ۴ سال یک بار از سوی اتحادیه جهانی ریاضیات برگزار می‌شود.
نخستین کنگره در سال ۱۸۹۷ در زوریخ برگزار شد. مدال فیلدز، که بالاترین نشان ریاضیات است، در جریان این کنگره اهدا می‌شود.
در سال ۱۹۰۰ هیلبرت مسائلی را که به نام مسائل هیلبرت شناخته می‌شوند در جریان این کنگره مطرح کرد.
امی نوتر، به‌عنوان نخستین زن ریاضی‌دان، در سال ۱۹۳۲ در این کنگره سخنرانی کرد.
مریم میرزاخانی در بیست و هفتمین دورهٔ این کنگره در سئول در سال ۲۰۱۴ (۱۳۹۳) مدال فیلدز را دریافت کرد و به این ترتیب نخستین ایرانی و نخستین زن در تاریخ ریاضیات شد که این مدال را دریافت کرده‌است.
به‌جز مدال فیلدز، از سال ۱۹۸۲ جایزه نوانلینا در زمینهٔ علوم نظری رایانه و از سال ۲۰۰۶ جایزه کارل فریدریش گاوس در زمینهٔ ریاضیات کاربردی اهدا می‌شود.